# Alen Rahimić
Alen Rahimić (* 1998 in Berlin) ist ein deutsch-bosnischer Boxer.

## Boxkarriere

### Deutschland
Alen Rahimić trainiert beim BC Traktor Schwerin, mit dem er zuletzt 2023 und 2024 Deutscher Mannschaftsmeister werden konnte. Darüber hinaus wurde er im Einzel 2022 Deutscher Meister im Federgewicht und 2023 Deutscher Meister im Leichtgewicht.

### Bosnien und Herzegowina
Als Mitglied des Boxclub „Radnik“ in Bijeljina boxt er für die bosnische Nationalmannschaft, war Achtelfinalist der Mittelmeerspiele 2018 in Tarragona, Gewinner einer Bronzemedaille bei der Balkanmeisterschaft 2019 in Antalya und Achtelfinalist der Europaspiele 2019 in Minsk.
Bei der europäischen Olympiaqualifikation im März 2020 in London verlor er in der Vorrunde mit 2:3 gegen Roland Gálos, gewann jedoch die Goldmedaille bei der Balkanmeisterschaft 2021 in Zagreb und erreichte einen fünften Rang bei der U22-Europameisterschaft 2021 in Roseto degli Abruzzi. Bei der Weltmeisterschaft 2021 in Belgrad verlor er ebenfalls in der Vorrunde gegen Rohit Mor.
Er erreichte einen fünften Platz bei den Mittelmeerspielen 2022 in Oran, schied im Achtelfinale der Europameisterschaft 2022 in Jerewan gegen Batuhan Çiftçi aus und verlor bei den Europaspielen 2023 in Krakau in der Vorrunde gegen Taras Bondartschuk.

## Sonstiges
Seine Eltern stammen aus Bosnien und Herzegowina und flüchteten aufgrund des Bosnienkrieges nach Deutschland, wo Alen Rahimić 1998 in Berlin geboren wurde. Er litt seit seiner Geburt unter einer Fußfehlstellung, was mehrere Operationen zur Folge hatte, die letzte davon 2015. Die Familie lebte zwölf Jahre bei Verwandten in Paris, ehe sie nach Deutschland zurückkehrte und Rahimić beim BC Olympia 75 mit dem Boxsport begann.